# Atlas Losing Grip
Atlas Losing Grip war eine 2005 gegründete weltweit aktive schwedische Melodic-Punk-Band.

## Geschichte

### 2005–2009 Gründung und „Shut The World Out“
Die Band wurde 2005 von Stefan Bratt am Bass und Gesang sowie seinem jüngeren Schulfreund Gustav Burn an der E-Gitarre gegründet. Nach einigen anfänglichen Besetzungswechseln und zwei Demos in den Jahren 2006 und 2007 stand das Line-Up mit Max Huddén (Gitarre) und Julian Guedj (Schlagzeug) fest, bevor die Gruppe ihr erstes Album Shut The World Out im Oktober 2007 aufnahm und im Juli 2008 veröffentlichte. In den nachfolgenden 18 Monaten tourte die Band durch Europa.
Im Jahr 2009 stieß Rodrigo Alfaro, der zuvor bei den 2007 aufgelösten Satanic Surfers und der schwedischen Band Venerea aktiv war und damit einen höheren Bekanntheitsgrad erlangt hatte, zu Atlas Losing Grip.

### 2009–2013 „Watching The Horizon“ und „State Of Unrest“

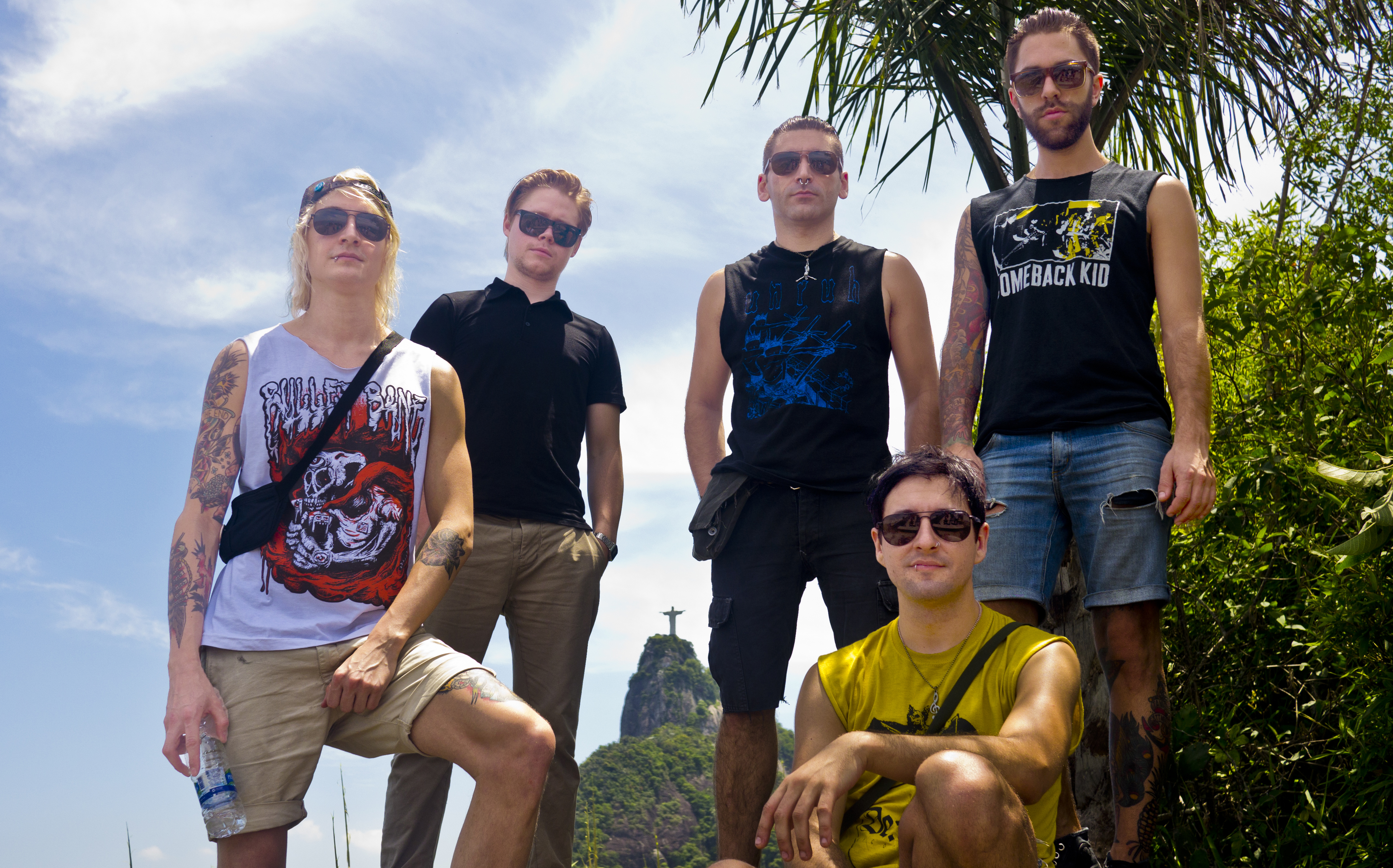
Atlas Losing Grip 2012 in Rio de Janeiro, Brasilien

Für den Rest des Jahres 2009 beendete die Band ihre Tournee mit einer Konzertreise durch Griechenland, bevor sie die 5-Song-EP Watching The Horizon noch in demselben Jahr veröffentlichte.
Anfang 2010 starteten Atlas Losing Grip eine Headliner-Tour, welche sie unter anderem durch die Länder Slowenien, Italien, die Schweiz, Deutschland, Frankreich, Belgien und die Niederlande führte, bevor sie im Sommer ein paar ausgewählte Festivals und eine kurze Skandinavien-Tour mit Bad Religion spielten. Im Mai wurde dann das zweite Album State Of Unrest veröffentlicht. Produziert wurde es von Gitarrist Gustav Burn. Um sich ausschließlich auf die Musik konzertieren zu können, fanden Atlas Losing Grip mit Flo von Schwarz von Hamburg Records ein passendes Management. Im Anschluss spielte Atlas Losing Grip eine rund zwei Jahre andauernde Tour, bei der sie erstmals auch außerhalb Europas auftragen. Während einiger Abschnitte der Tournee spielte Atlas Losing Grip mit Millencolin, NOFX, Donots, ZSK, No Fun At All oder Billy Talent zusammen. Des Weiteren nahm die Band eine weitere EP auf, auf der ausschließlich Akustiksongs zu hören sind.

### 2013 bis 2016 "Currents" und Auflösung
Im Februar 2013 begannen Atlas Losing Grip in Schweden die Studioarbeiten für das dritte Album, die bis November andauerten. Unterbrochen wurden die Aufnahmen durch einige Sommerfestivals. Das Album erschien am 16. Januar 2015 unter dem Titel Currents.
Am 25. November 2014 teilte die Band mit, dass Sänger Rodrigo Alfaro die Band verlassen werde. An dessen Stelle trat Niklas Olsson. Alfaro schloss sich den wiedervereinigten Satanic Surfers, bei denen er zuvor schon aktiv gewesen war, wieder an. Am 13. April 2016 gab die Band ihre Auflösung bekannt.

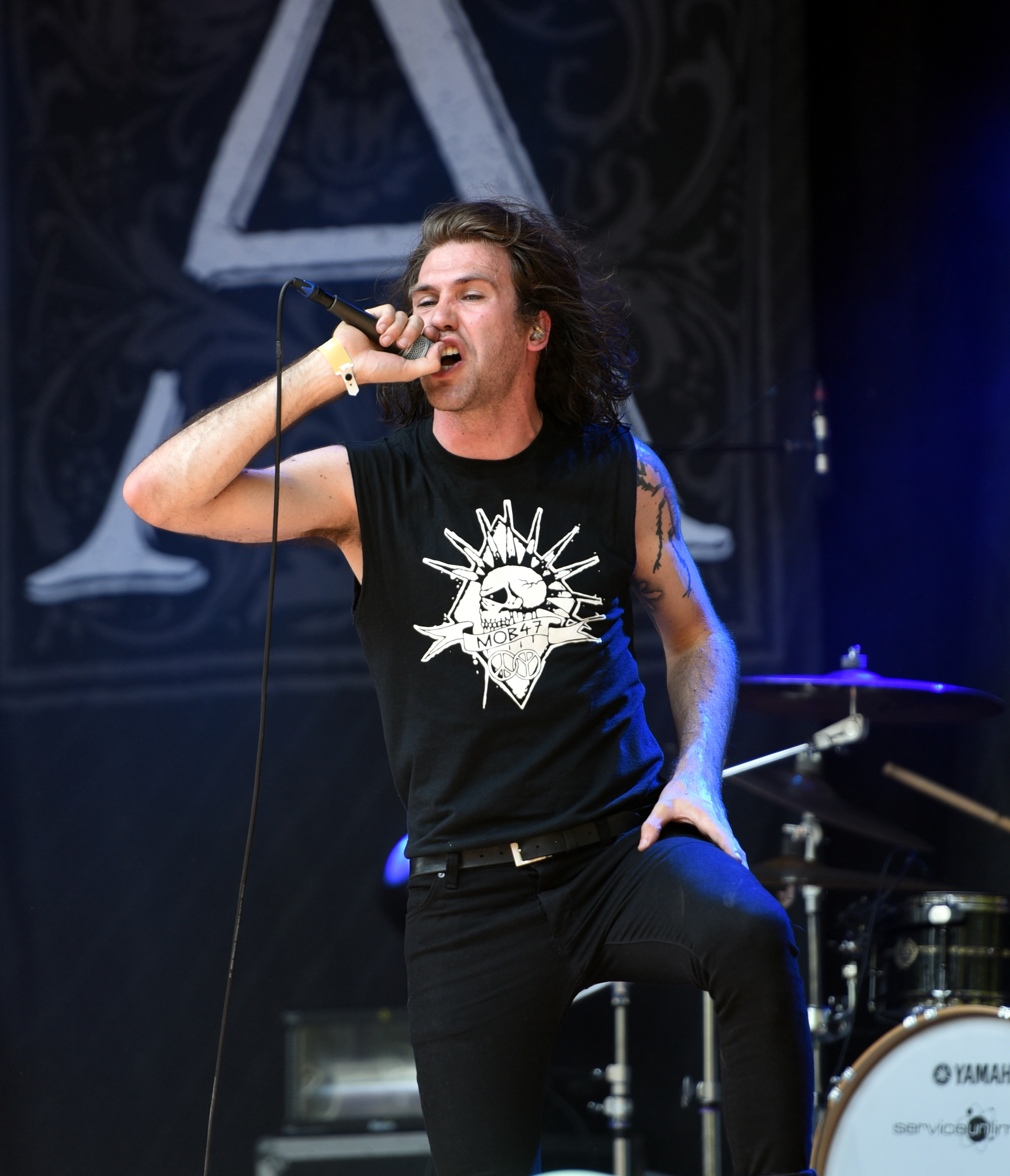
Niklas Olsson
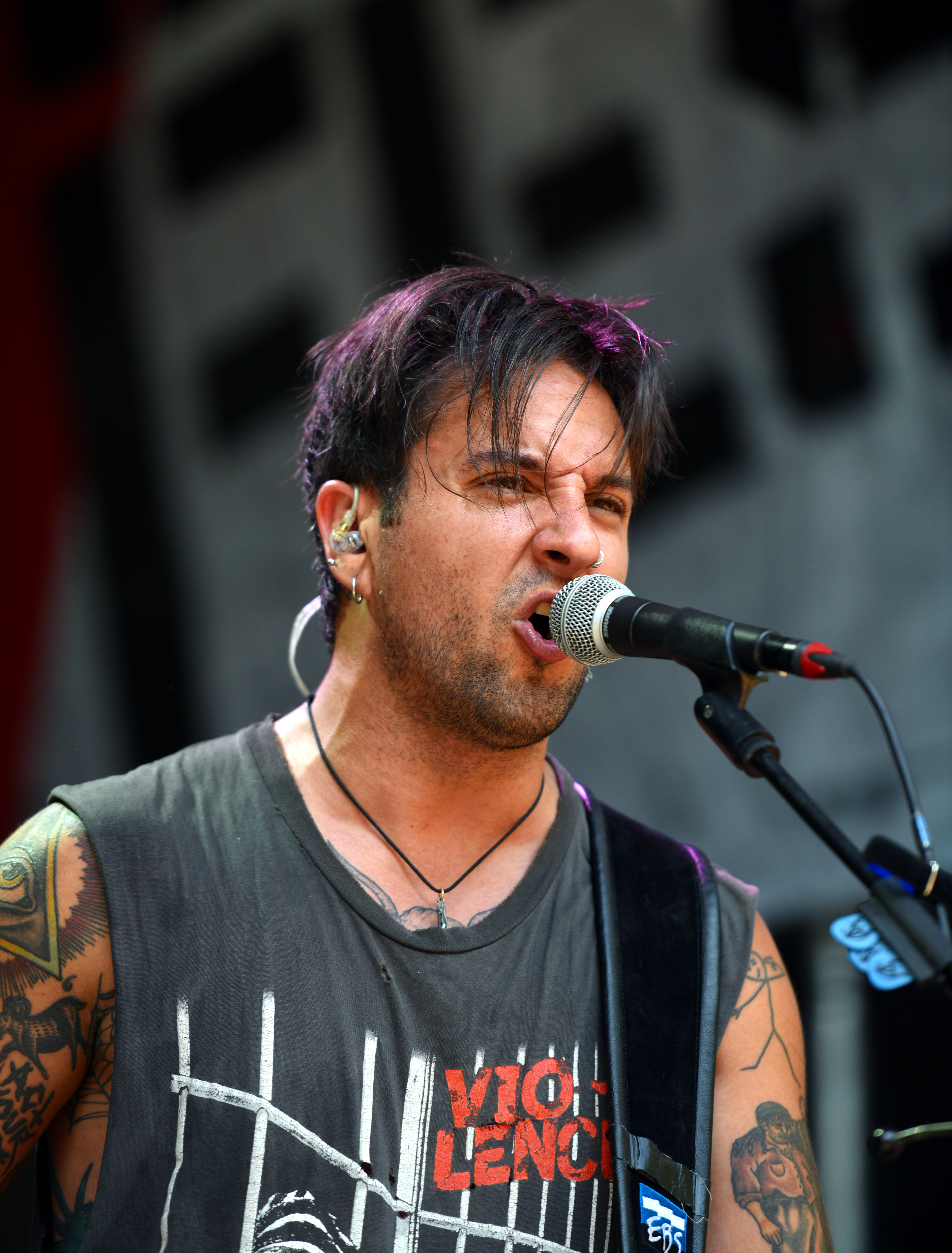
Stefan Bratt
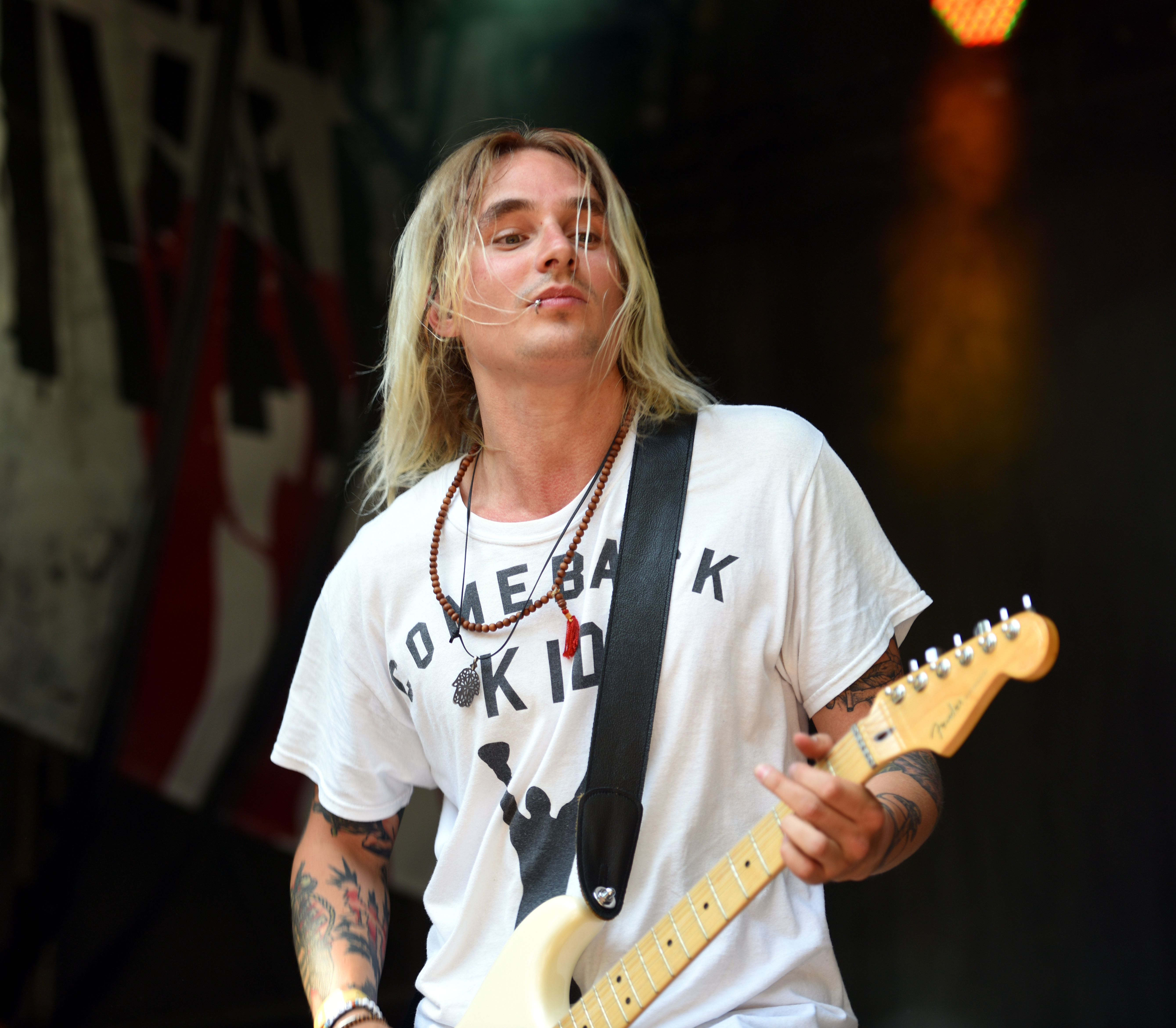
Gustav Burn
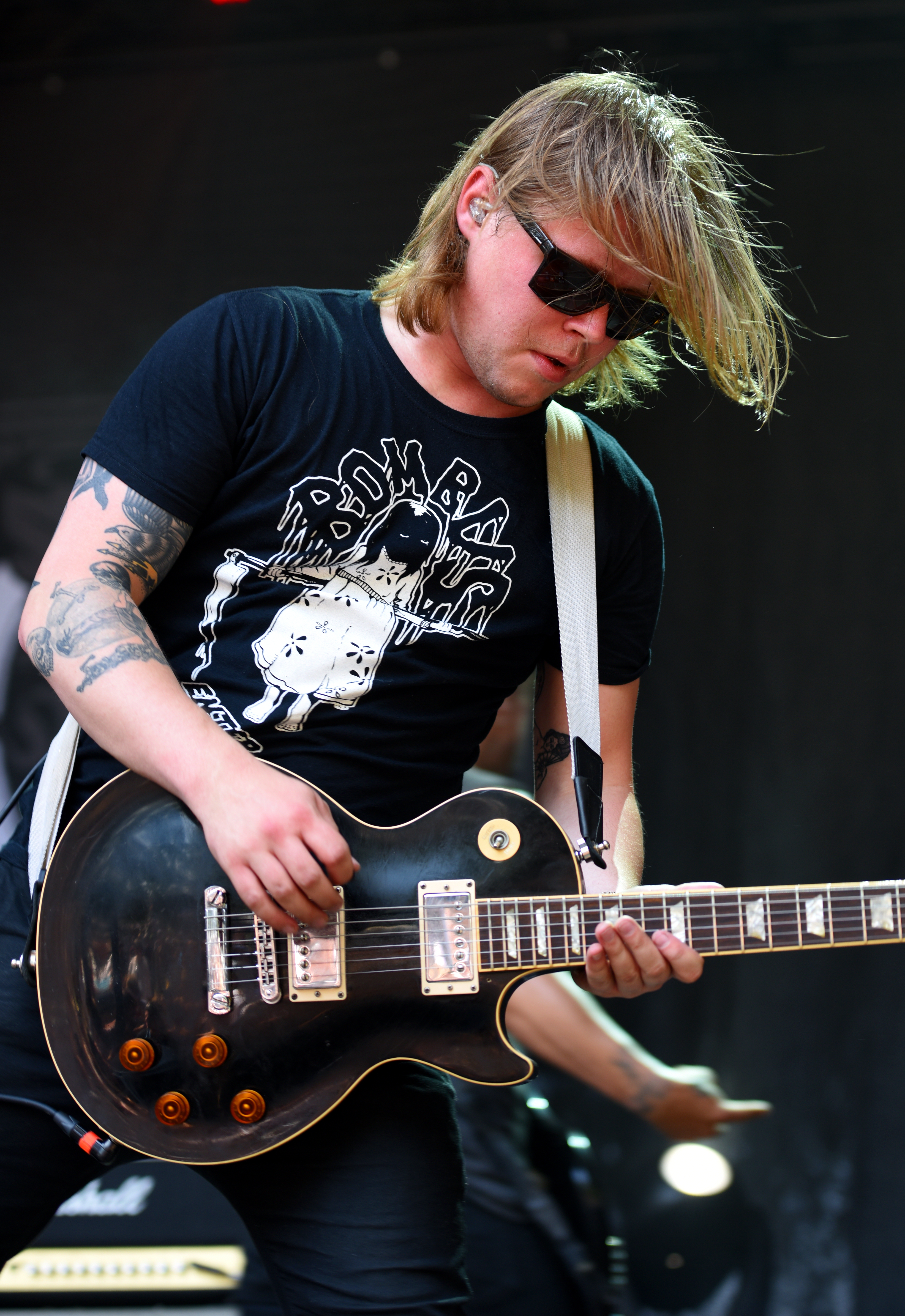
Max Huddén
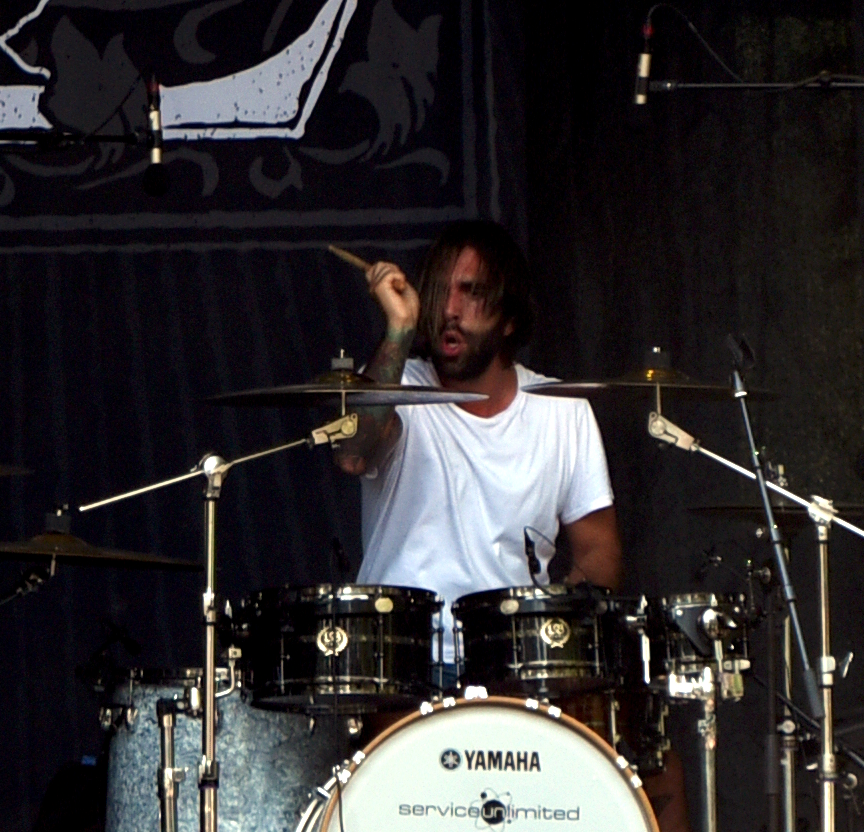
Julian Guedj

## Musikalischer Stil und Rezeption
Der musikalische Stil von Atlas Losing Grip wird als typisch für das Genre des Melodic Punks beschrieben, wobei eine Vielzahl von Stilelementen, die für das Genre teilweise untypisch sind, eingesetzt werden. Atlas Losing Grip nutzt dabei teilweise extrem schnell gespielte Passagen und Elemente aus dem Hardcore-Genre. Das Musikportal laut.de sieht dabei Einflüsse durch andere Bands des Genres, namentlich Bad Religion, Rise Against und Millencolin. Zwischen 2009 und 2014 hat die markante Stimme des Leadsängers Rodrigo Alfaro einen wesentlichen Einfluss auf die von Atlas Losing Grip produzierten Stücke genommen. Die Texte der Stücke werden als „sozial-, gesellschafts- und religionskritisch“ beschrieben. Die Livekonzerte der Gruppe seien „erfahren“ und „explosiv“.
Das 2011 veröffentlichte Album State of Unrest wurde als aggressives Album mit anarchistischen Texten aufgefasst. Hervorgehoben werden markante Gitarrenriffs und – typisch für das Punk-Genre – schnelle Rhythmen in den Stücken. Die Stimme des Sängers wird hinsichtlich Stimmfarbe und Melodieführung mit Greg Graffin von Bad Religion und Tim McIlrath von Rise Against verglichen.
Beim 2015 erschienenen Album Currents erkennt Andreas Dittmann eine „maritime Thematik“ mit „Seefahrermetaphern“. Die gesellschaftskritischen Botschaften des Vorgängeralbums seien persönlichen Statements des Sängers gewichen. Auch musikalisch beschreibt Dittmann eine starke Veränderung gegenüber State of Unrest, insbesondere durch deutlich mehr Einflüsse aus dem Metal-Genre. Einige Stücke erinnerten an Metallica. Das Album wird positiv als „erstaunlich vielseitiges Album“ und „ein würdiger Cut in der Bandhistorie“ beschrieben, bemängelt wird hingegen die Abmischung.

## Diskographie
- 2008 Shut the World Out
- 2009 Watching the Horizon
- 2011 State of Unrest
- 2015 Currents